# Callirhipidae
Čeleď Callirhipidae je čeledi brouků z nadčeledi Byrrhoidea.

## Popis
Většina druhů jsou brouci 9 - 23 mm dlouzí, zbarvení převážně tmavě hnědě nebo černě. Tvar jejich těla je oválný.

## Taxonomie
- Čeleď Callirhipidae
  - Rod Brachyrrhipis Emden
  - Rod Callirhipis Latreille, 1829
  - Rod Celadonia Castelnau
  - Rod Ennometes Pascoe, 1866
  - Rod Ptorthocera Champion
  - Rod Simianellus Emden
  - Rod Simianus Blanchard
  - Rod Zenoa Say